# 乙硫醇铅
乙硫醇铅是铅的硫醇盐，化学式为(C2H5S)2Pb。

## 制备
乙硫醇铅可由乙硫醇和乙酸铅在乙醇中回流得到。

## 化学性质
乙硫醇铅受热分解，生成乙硫醚和硫化铅：
(C2H5S)2Pb → (C2H5)2S + PbS
乙硫醇铅和硫共热分解，则会产生二乙基二硫化物。乙硫醇铅在室温时可以和硒反应，生成二硫化物和硒化铅：
(C2H5S)2Pb + Se → (C2H5)2S2 + PbSe